# Yamaguchi Hōshun
Yamaguchi Hōshun (japanisch 山口蓬春, eigentlicher Name Yamaguchi Saburō (山口 三郎); geb. 13. Oktober 1893 auf Hokkaidō, gest. 31. Mai 1971) war ein japanischer Maler im Nihonga-Stil.

## Leben und Wirken
Yamaguchi wurde auf Hokkaidō geboren, machte dann in Tōkyō seinen Abschluss an der Takanawa-Mittelschule. Er studierte zunächst an der Tokyo bijutsu gakkō (東京美術学校), der Vorläufereinrichtung der Geidai, in der Abteilung für westliche Malerei. Dann wechselte er zur Abteilung für Malerei im „japanischen Stil“ (Nihonga) und wurde ein Schüler von Matsuoka Eikyū (1881–1938). Er studierte die frühe Malerei des Yamato-e, aber auch ganz allgemein Nihonga, ohne die westliche Malerei ganz auszuschließen.
1926 wurde Yamaguchi geehrt für sein Werk „Die drei Schreine von Nachi am Oyama“ (三熊野の那智の御山), einmal durch eine Auszeichnung der staatlichen Ausstellung Teiten, zum anderen Preis der Japanischen Akademie der Künste. Für die 1926 eröffnete Meiji-Gedächtnisgalerie schuf er das Gemälde „Entsendung der Iwakura-Mission“. – In Deutschland war er 1931 auf der Ausstellung japanische Malerei in Berlin zu sehen. Aus dem Jahr 1942 wird ein Kriegsgemälde „香港島最後の総攻撃図“ (Honkon-tō saigo no sōkōgeki zu; Abschließender Großangriff auf Hongkong; 154 × 216 cm) im Nationalmuseum für moderne Kunst Tokio aufbewahrt.
1950 wurde Yamaguchi Mitglied der Akademie der Künste, wurde 1965 als Person mit besonderen kulturellen Verdiensten ausgezeichnet und erhielt gleichzeitig den Kulturorden.
1990 überführte die Familie Yamaguchi das Wohnhaus von Yamaguchi Hōshun samt Grundstück und Beständen als Gedächtnisgalerie in die „JR-Tōkai-Stiftung für Lebenslanges Lernen“ (JR東海生涯学習財団, JR Tōkai shōgai gakushū zaidan). Am 15. Oktober 1991 konnte sie der Öffentlichkeit zugänglich gemacht werden.